# Chibanien
Pour les articles homonymes, voir Ionien.
Pléistocène moyen
Stratigraphie
Calabrien Pléistocène supérieur
Sur l'échelle des temps géologiques, le Chibanien, auparavant nommé Pléistocène moyen avant 2020, est le troisième étage du Pléistocène. Il est précédé des étages Gélasien et Calabrien et suivi du Pléistocène supérieur (ou « Tarentien »), quatrième et dernier étage de l'époque du Pléistocène. Le Chibanien a une durée de 645 000 ans, entre 774 000 et 129 000 ans avant le présent (AP).

Inversions récentes du champ magnétique terrestre. Les zones noires indiquent une polarité identique à la polarité actuelle du globe, les zones blanches une polarité inverse.

## Dénomination
Le terme « Chibanien », faisant référence à un site géologique de la préfecture de Chiba, au Japon, a été adopté en janvier 2020 pour cet étage. Le Point stratotypique mondial (PSM) qui définit la base de cet étage a été approuvé par les instances géologiques internationales (Commission internationale de stratigraphie (CIS) et Union internationale des sciences géologiques (UISG)),.

## Chronologie
Le Chibanien succède au Calabrien et précède le Pléistocène supérieur. Il s'étend de 774 000 à 129 000 ans AP.
Le début du Chibanien est défini par la dernière inversion du champ magnétique terrestre de l'histoire géologique, dite inversion Brunhes-Matuyama. Sa fin correspond à la fin de la glaciation de Riss, ou du stade isotopique 6 (SIO 6), et au début de l'interglaciaire Éémien, ou stade isotopique 5e (SIO 5e). La borne initiale est donc de nature géomagnétique tandis que la borne finale est de nature climatique.

## Climat
Le Chibanien est marqué par des cycles glaciaires de forte amplitude, d'une durée moyenne d'environ 100 000 ans, au cours desquels le climat de la planète fluctue entre de courtes périodes tempérées et de longues périodes glaciaires. Sept glaciations jalonnent la période, numérotées par un chiffre pair, allant de SIO 18 à SIO 6 . Les plus sévères sont les glaciations SIO 16, 12 et 6. L'Éémien et la huitième et dernière période glaciaire (dite glaciation de Würm) constituent le Pléistocène supérieur.

## Mégafaune
Le Chibanien est sur tous les continents une période de prospérité pour la mégafaune du Pléistocène.
Le genre d'Elephantidae Palaeoloxodon sort d'Afrique vers la fin du Calabrien et se répand en Eurasie, où il donne Palaeoloxodon antiquus en Europe et Palaeoloxodon namadicus en Asie, qui comptent parmi les plus grandes espèces d'éléphantidés connues, avant de s'éteindre au cours du Pléistocène supérieur.

## Préhistoire
Au début du Chibanien apparaissent les espèces Homo heidelbergensis en Europe et Homo rhodesiensis en Afrique, tandis que subsiste Homo erectus en Asie. La première donne vraisemblablement naissance vers 450 000 ans AP à l'Homme de Néandertal en Europe et à l'Homme de Denisova en Asie. Vers 300 000 ans AP apparait l'espèce Homo sapiens en Afrique.
Au cours du Chibanien, vers 450 000 à 400 000 ans AP, les différentes espèces humaines domestiquent le feu sur tous les continents. Vers la même époque, le Paléolithique moyen commence en Afrique, avant de s'étendre vers l'Eurasie.